# 임재현 (가수)
임재현(1997년 10월 21일 ~ )은 대한민국의 가수이다.

## 경력
임재현은 서울예술대학교 학생으로 2017년 7월 "클로저스" OST에 참여하면서 데뷔하였고, 다음해 6월 서울예대 작곡가 동료 '문성욱'과의 프로젝트 '웃으며'로 활동을 이어갔다. 2018년 9월 프로듀서 겸 작곡가 2soo와 첫 개인 싱글 '사랑에 연습이 있었다면'을 공개했다.

## 논란
2018년 9월에 발매된 임재현의 솔로 데뷔곡 〈사랑에 연습이 있었다면〉이 2019년 5월에 돌연히 음원 차트에서 역주행하여 방탄소년단의 곡보다 높은 차트 1위를 차지하자, 누리꾼들은 이를 의아하게 여기며 사재기 의혹을 제기하였다. 임재현은 인스타그램을 통하여 이를 부인하면서 결코 사재기를 한 사실이 없다고 해명하였다. 임재현은 원래 〈사랑에 연습이 있었다면〉에 가이드 보컬로 참여하였는데 임재현의 곡으로 정식 발매되게 되었다.
이후 2019년 9월 24일에 발매된 디지털 싱글 〈조금 취했어〉 역시 음원 차트에서 1위를 기록하자, 임재현의 프로듀서이자 1인 소속사 대표인 2soo는 자신의 유튜브 채널을 통하여 사재기를 하지 않았다고 주장하는 영상을 공개하였다. 2019년 11월 24일, 가수 박경이 트위터로 임재현 등처럼 사재기를 하고 싶다는 글을 올리자, 임재현의 소속사 다원미디어 측은 강경 대응 의사를 밝히더니 12월 2일에 허위사실 유포에 의한 명예훼손으로 박경을 고소하였다.

## 수상 목록

### 시상식
- 2023년 제15회 멜론뮤직어워즈 베스트 OST상